# إيما يونغ
إيما يونغ روشنباخ (بالألمانية: Emma Jung Rauschenbach) هي معالجة نفسية وكاتبة سويسرية ولدت في يوم 30 مارس 1882، يونغ هي زوجة عالم النفس الشهير السويسري كارل يونغ وقد إشتركت معه في إنشاء علم النفس التحليلي، يونغ تنحدر من عائلة ثرية كانت تملك شركة شافهاوزن للساعات اليدوية وعند زواجها في سنة 1903 كانت ثاني أغنى سيدة سويسرية وقد رزقت مع زوجها ب5 أبناء (4 بنات وولد واحد) وهم أغاثي وغريت وفرانز وماريان وهيلين، توفيت إيما في سنة 1955 وكان زوجها قد حزن على وفاتها كثيرا حيث ذكر أنها هي التي أسست منزله.